# Innovationskraftwerk Dresden-Reick
Das Innovationskraftwerk Dresden-Reick (bis 2015 Heizkraftwerk Dresden-Reick) ist ein von der SachsenEnergie AG betriebenes Heizkraftwerk im Dresdner Stadtteil Reick. Die Anlage besteht primär aus dem Heizkraftwerk, das mit Erdgas oder leichtem Heizöl betrieben wird, mehreren Wärmespeichern sowie einer Photovoltaikanlage und daran angeschlossen einem elektrischen Batteriespeicher. In direkter Nachbarschaft befindet sich die ehemalige Gasanstalt Dresden-Reick mit den weithin sichtbaren Gasometern.

## Geschichte
Das Heizkraftwerk wurde von 1972 bis 1976 im Zusammenhang mit dem Bau der  Plattenbausiedlung in Prohlis errichtet, bei dem in kürzester Zeit 10.000 neue Wohnungen entstanden. Auch die neuen Plattenbausiedlungen in Leuben mit rund 3.500 Wohnungen sollten von hier aus mit Fernwärme versorgt werden. Das Reicker Heizkraftwerk ging am 9. Oktober 1976 in Betrieb.
Umbaumaßnahmen und Sanierungen fanden 1986, 1992, 1996, 2005, 2008 und 2017 statt. Der letzte und bisher größte Umbau 2017 bestand aus dem Bau von zwei neuen Schornsteinen, dem Abriss alter Schornsteine und dem Bau neuer Wärmespeicher. Insgesamt werden dafür acht Millionen Euro ausgegeben.

### Neubau Gasmotoren-Heizkraftwerk
2019 wurde im nordwestlichen Bereich mit dem Bau eines Gasmotoren-Heizkraftwerkes begonnen. Dieses wird über insgesamt 8 Motoren vom Typ Wärtsilä 31SG mit einer thermischen Leistung von insgesamt 84 MW sowie einer elektrischen Leistung von 90 MW verfügen. Damit soll im Sommer in Zeiten geringen Wärmebedarfs das Dresdner Fernwärme-Netz ausschließlich versorgt werden, was die Niedriglastzeiten des Kraftwerkes Nossener Brücke reduzieren soll. Weiterhin beabsichtigt die Drewag aufgrund der hohen Flexibilität der Anlage am Day-Ahead- und Intraday-Handel teilzunehmen. Die Bereitstellung von Sekundärregelleistung ist ebenfalls möglich, da die Motoren bereits 30 Sekunden nach Start elektrische Energie einspeisen können.
Eine weitere Besonderheit ist die geplante Schwarzstartfähigkeit des Kraftwerkes. Bei einem großflächigen Stromausfall wird sich dieses Kraftwerk ohne Stromzufuhr von außen wieder in Betrieb nehmen lassen. Dazu werden eine Unterbrechungsfreie Stromversorgung für die Hilfsaggregate installiert und zwei der Motoren mit Druckluftanlassern ausgestattet.
Die Inbetriebnahme des neuen Kraftwerks durch die finnische Firma Wärtsilä erfolgte 2022 mit insgesamt acht Gasmotor-Aggregaten.

## Ausstattung

### Innovationskraftwerk
Die Umbenennung von Heizkraftwerk Dresden-Reick zu Innovationskraftwerk Dresden-Reick erfolgte mit der Verleihung des VKU-Innovationspreises 2015. Diese Umbenennung soll den innovativen Charakter der Anlage widerspiegeln. Dabei geht es um die Verbindung von konventioneller und regenerativer Energieerzeugung sowie der Speicherung von Wärme und elektrischer Energie.
Vier Projekte sind dafür maßgeblich:

#### Wärmespeicheranlage
Eine Zwischenspeicherung der im Heizkraftwerk erzeugten Wärme ist in den freistehenden Wärmespeichern möglich. Diese lassen sich in zwei Ausbaustufen unterscheiden.
Zwischen 1984 und 1986 wurden 40 Behälter mit je 165 m³ Volumen erbaut. Dies entspricht bei 80 K Spreizung einer Speicherkapazität von 600 MWh. Jeweils zehn Behälter sind in Reihe geschaltet.
In den Jahren 2017 und 2018 kamen 20 weitere Behälter mit einem Volumen von jeweils 390 m³ dazu. Die Kapazität wird hier bei 55 K Spreizung mit 490 MWh beziffert. In dieser Anlage sind jeweils 5 Behälter in Reihe geschaltet.

#### Kraft-Wärme-Koppelanlage
Das Heizkraftwerk Dresden-Reick erzeugt mittels zwei jeweils 116 MW starken Heißwassererzeugern und zwei Dampferzeugern sowie einem Dampf-Heißwasser-Umformer Wärme für die Versorgung des Dresdner Fernwärmenetzes. Mittels einer Dampfturbine kann zusätzlich auch Strom erzeugt werden.

#### Photovoltaikanlage
Im Jahr 2014 wurde südöstlich des Hauptgebäudes eine Photovoltaikanlage errichtet. Diese besteht aus 4080 Solarmodulen mit einer Gesamtfläche von rund 5000 m². Die installierte Leistung beträgt 813 kWp, die Wechselstrom-Leistung der Wechselrichter 600 kW. Die Module sind für eine gleichmäßigere Leistungsverteilung über den Tag hinweg in Ost-West-Ausrichtung aufgestellt und um 21° geneigt. Optimal wären 30° gewesen, was aber aufgrund der Blendgefahr für die nahe gelegene Eisenbahntrasse abgelehnt wurde. Vorrangig deckt die Anlage den Eigenbedarf des Kraftwerkes. Überschüsse werden an der Strombörse vermarktet.

#### Batteriespeicheranlage
Eine Batteriespeicheranlage wurde im März 2015 in Betrieb genommen. Die installierte Kapazität beträgt 2,7 MWh, die maximale Leistung 2 MW. Der Speicher stellt dabei Primärregelleistung zur Verfügung, indem es entsprechend der gemessenen Netzfrequenz Strom aus dem Netz entnimmt beziehungsweise einspeist. Der Speicher ist der erste seiner Art in Sachsen.

### Leitstelle
Die Leitstelle beziehungsweise Warte des Kraftwerkes Reick besteht aus vier modernen Arbeitsplätzen. Davon dienen zwei Plätze der Drewag zur Überwachung und Steuerung des Kraftwerkes in Reick und des Heizkraftwerkes Dresden-Nord sowie zwei Plätze der Enso zur Überwachung mehrerer regenerativer Kraftwerke in Ostsachsen.

### Schornsteine
Der 2008 bis 2011 sanierte Schornstein des Kraftwerks war mit 200 Metern Höhe das nach dem Fernsehturm zweithöchste Bauwerk Dresdens. Er wurde vom September 2017 bis Juni 2018 rückgebaut. Grund des Schornsteinrückbaues war, dass die Kraftwerksanlage mindestens acht Stunden täglich in Betrieb sein musste, um Durchfeuchtungsschäden des überdimensionierten Schornsteins zu vermeiden, sowie die hohen Instandhaltungskosten.
Diesen Schornstein ersetzen zwei kleinere, fast 50 Meter hohe Stahlschornsteine.
Ein weiterer, 1976 erbauter und circa 40 m hoher Backsteinschornstein ist noch heute in Betrieb und dient der Rauchgasabführung der im Kraftwerk installierten zwei Dampferzeuger. Er wurde mit einer Edelstahlauskleidung nachgerüstet, um die Rauchgasverluste weiter zu senken.

Bilder des Schornsteinabrisses
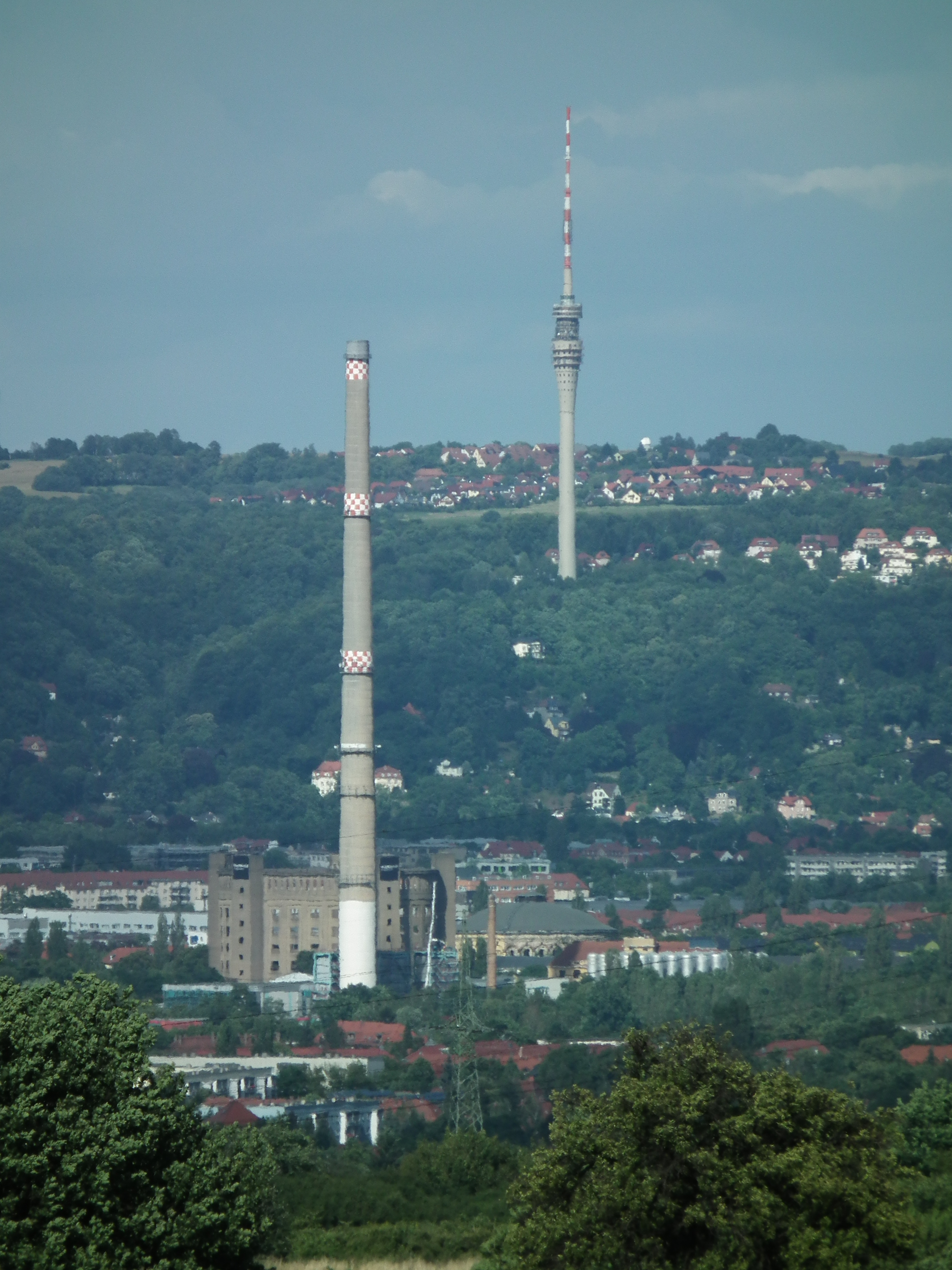
Der Schornstein war zweithöchstes Bauwerk Dresdens nach dem Fernsehturm. (30. Juni 2017)
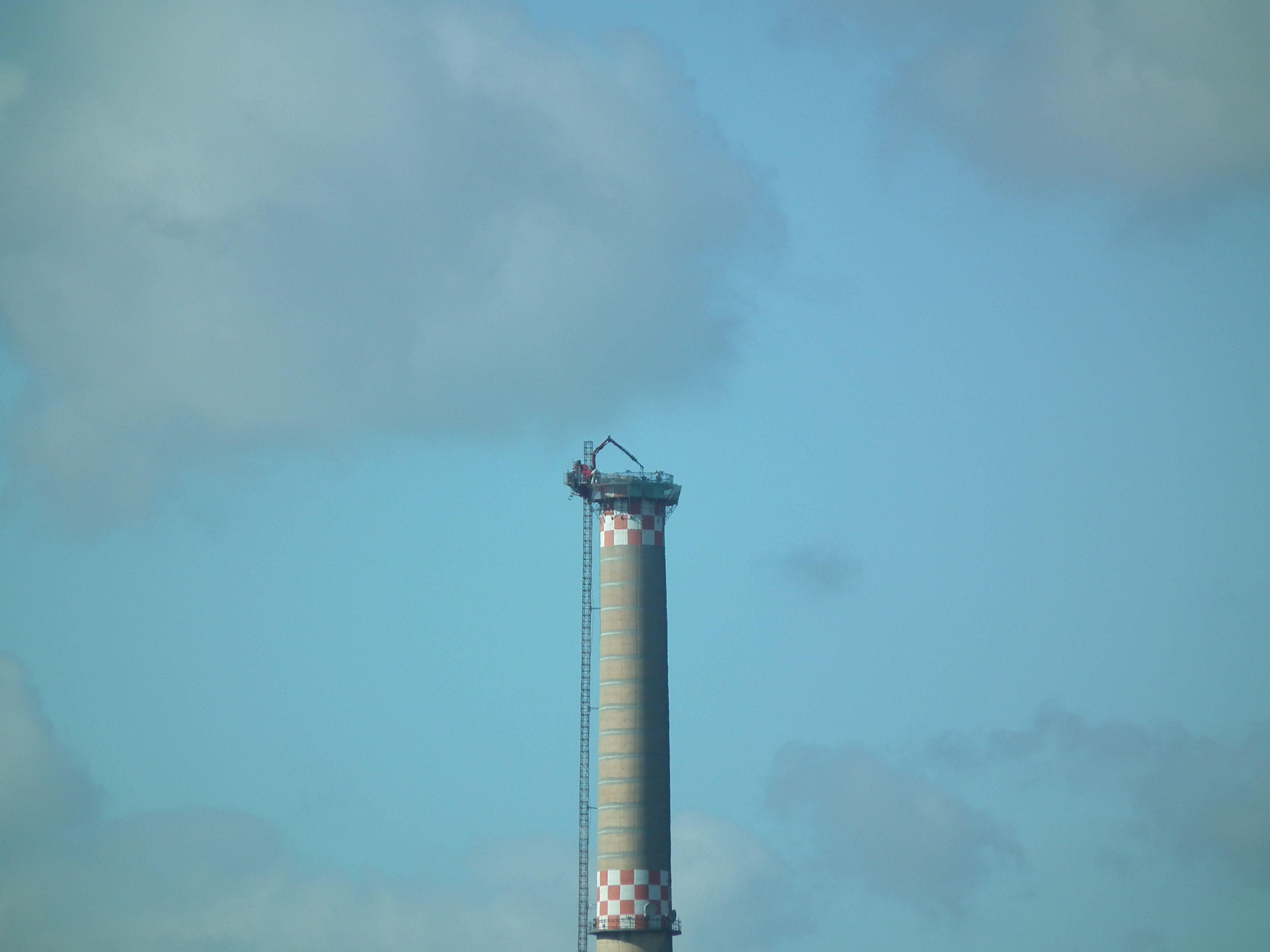
Vorbereitung des Abrisses, Kleinbagger mit einem Presslufthammer steht auf der Fahrstuhlbühne (23. August 2017)
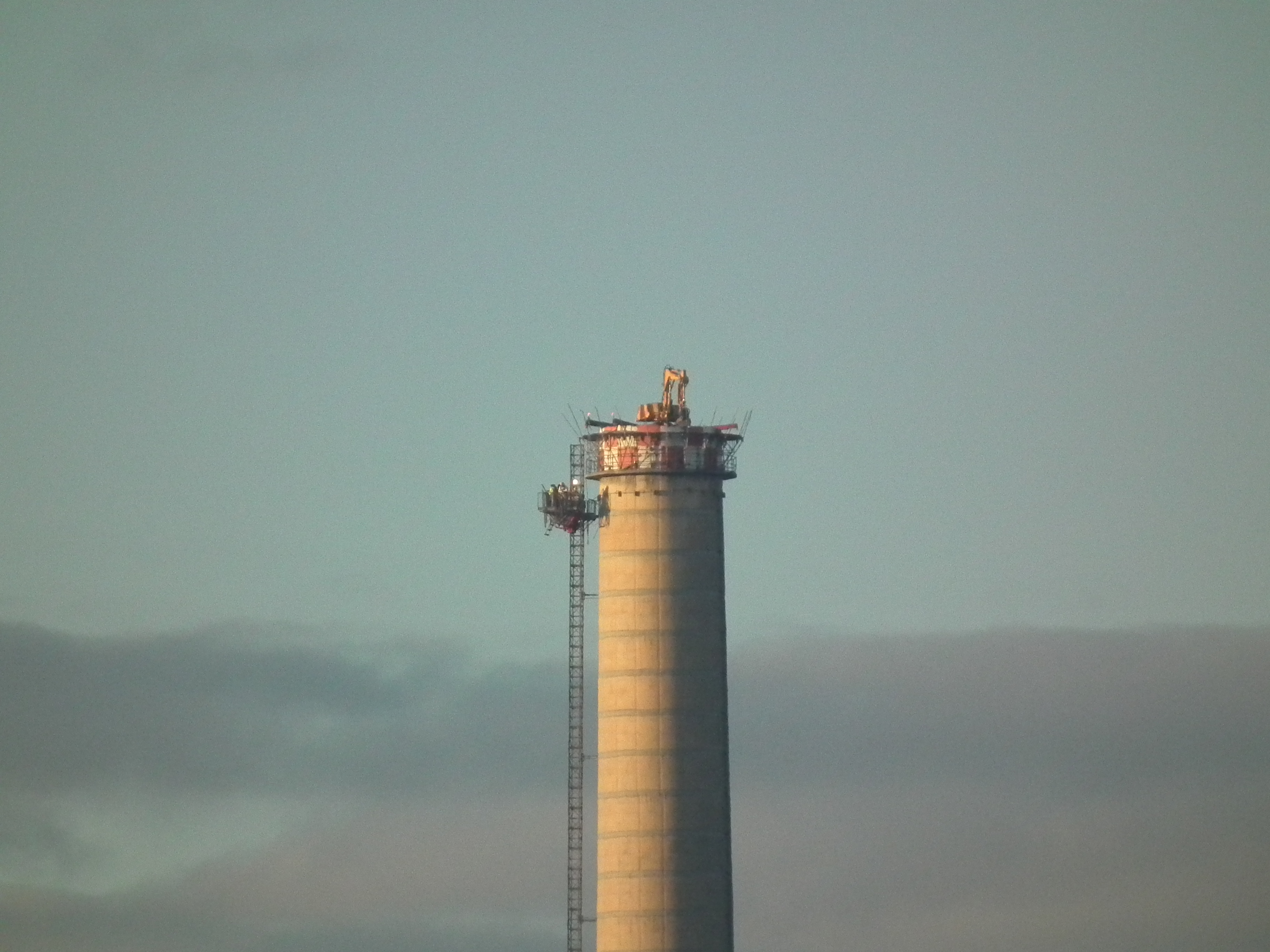
Aufgesetzter ferngesteuerten Spinnenbagger mit Presslufthammer (29. November 2017)
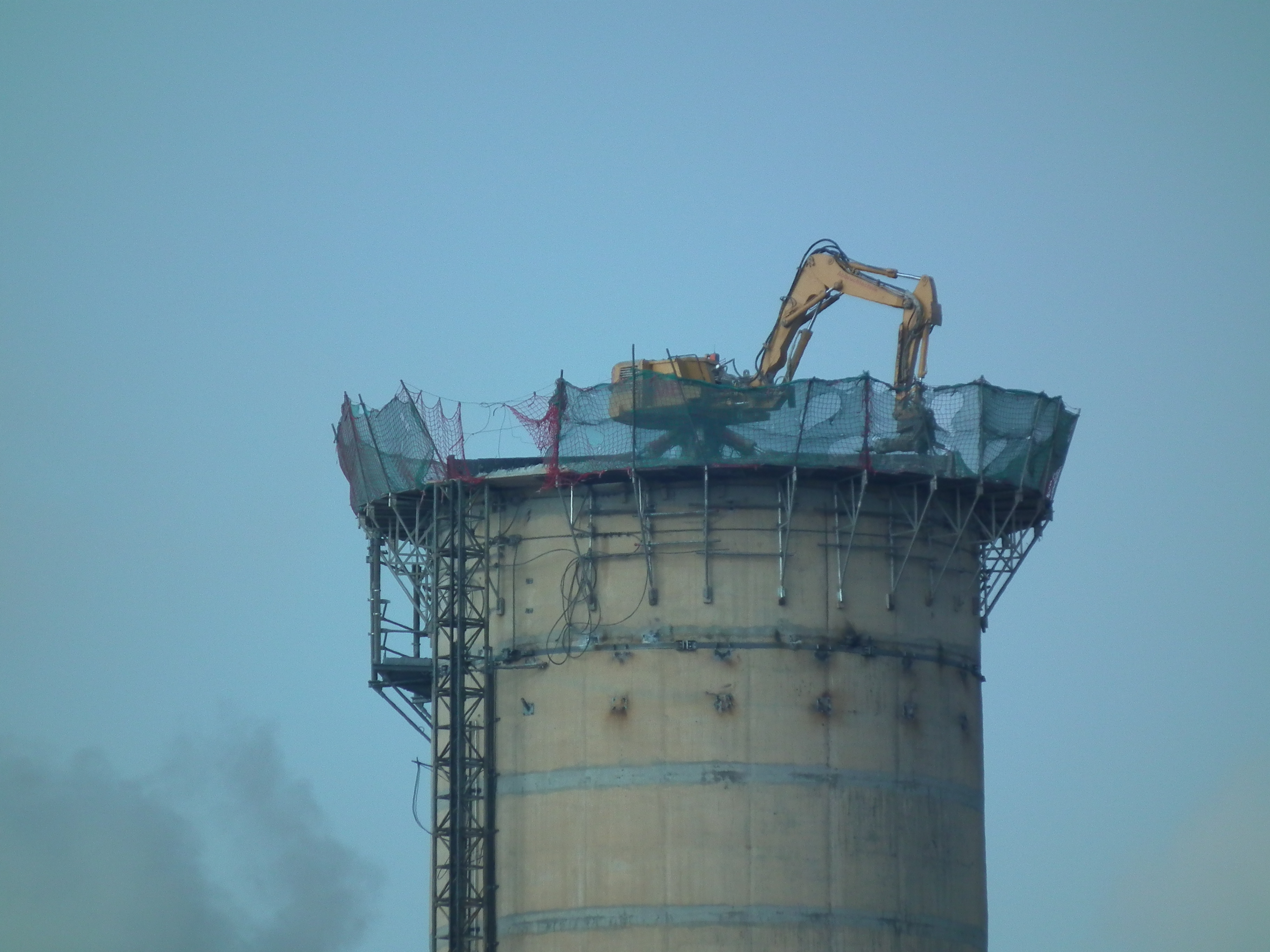
Nahaufnahme des ferngesteuerten Spinnenbaggers mit Presslufthammer (29. November 2017)
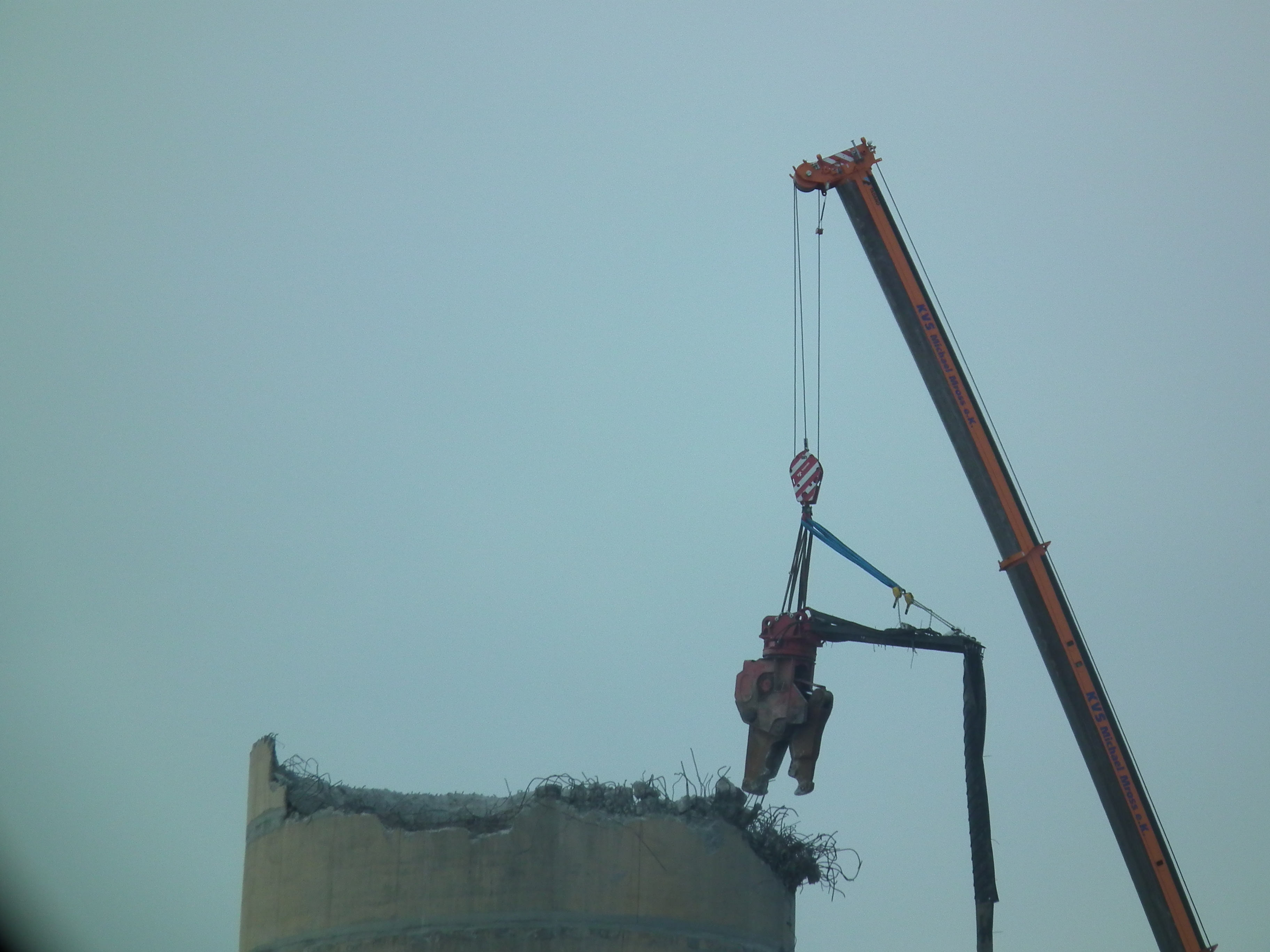
Ab ca. 50 Meter kam eine sechs Tonnen schwere Abbruchzange an einem Kranausleger zum Einsatz, was aber zu viel Zeit kostete (24. März 2018)
- Arbeit der Abbruchzange (24. März 2018)
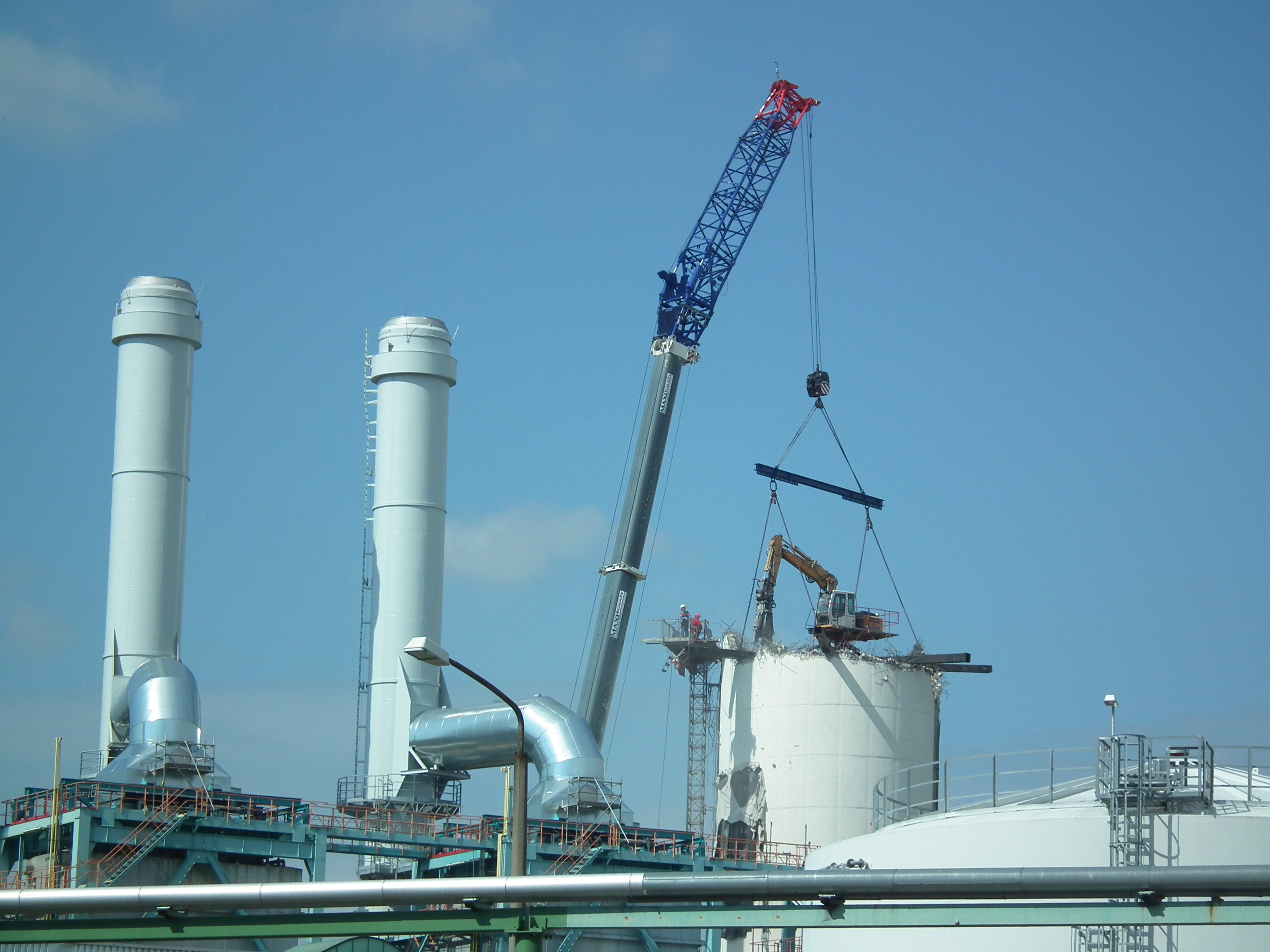
Spinnenkran an einem Kranausleger für die letzten Meter, daneben die zwei neuen 50 Meter hohen Schornsteine (18. Juni 2018)
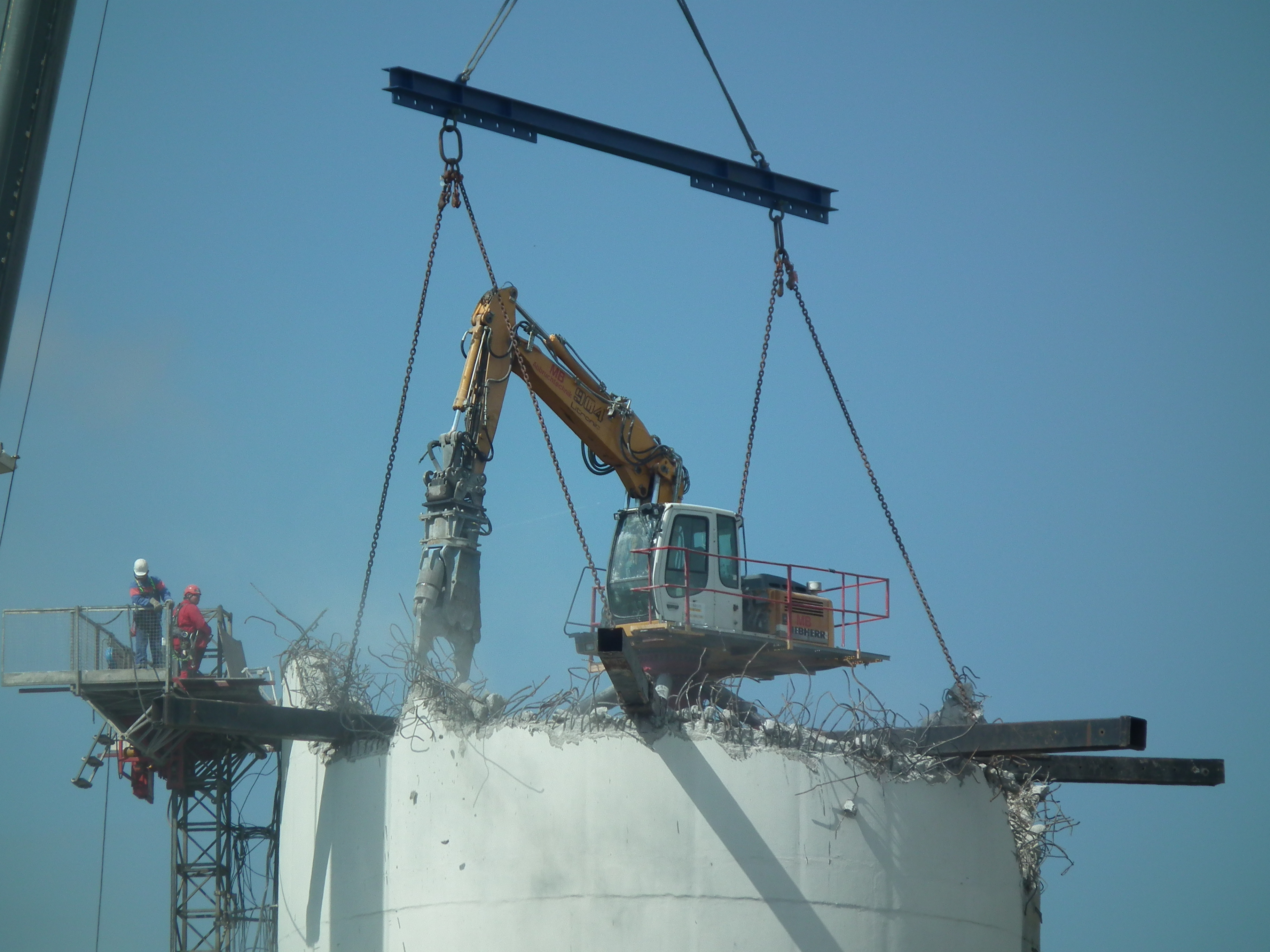
Nahaufnahme des ferngesteuerten Spinnenbaggers (18. Juni 2018)